# Stanley Aborah
Stanley Opoku Aborah (* 23. Juni 1987 in Kumasi, Ghana) ist ein ghanaisch-belgischer Fußballspieler. Er wird überwiegend als offensiver Mittelfeldspieler eingesetzt.

## Laufbahn
Aborah wurde in Ghana geboren, besitzt aber bereits seit seinem zehnten Lebensjahr auch die belgische Staatsbürgerschaft. Sein Vater Stanley Aborah spielte für Germinal Ekeren (jetzt Germinal Beerschot).
Stanley Aborah war als Jugendlicher zunächst in den Vereinen RSC Anderlecht, Royal Cappellen, KAA Gent und Germinal Beerschot aktiv, bevor er von der Jugendakademie von Ajax Amsterdam aufgenommen wurde. Der Kapitän der Ajax-Jugendmannschaft stieg zur Saison 2004/05 in den Seniorenkader auf und gab sein Liga-Debüt am 16. Oktober 2004 beim Match gegen SC Heerenveen. Drei Tage später wurde er beim Sieg von Ajax über Maccabi Tel Aviv erstmals in der UEFA Champions League eingesetzt.
Aborah konnte sich bei Ajax allerdings nicht durchsetzen und wurde zur Saison 2005/06 an den niederländischen Zweitligisten FC Den Bosch verleihen, wo er mehr Spielpraxis bekommen sollte. Dort wurde er in 21 Spielen eingesetzt und schoss drei Tore.
In dieser Zeit wurde er auch in die Belgische U-19-Nationalmannschaft berufen.
Am 3. Januar 2007 konnte Aborah schließlich ablösefrei wechseln und unterschrieb beim belgischen Zweitliga-Klub FC Dender einen Zweijahresvertrag. Im Sommer 2007 wechselte er ablösefrei zum FC Den Bosch. Im Jahr 2009 verließ er den Verein wieder und wechselte in die zweite slowakische Liga zum FK AS Trenčín, blieb dort aber nur eine Saison lang. Im August wechselte er in die Football League Two, der vierten Liga Englands, zum FC Gillingham. Sein nur einmonatiger Kontrakt wurde zunächst für zwei weitere Monate verlängert. Sein erster Einsatz gegen Bradford City am 18. September blieb allerdings sein einziger, am 5. Oktober 2010 wurde sein Vertrag in Gillingham wieder aufgelöst.
Er kehrte anschließend wieder auf den Kontinent zurück, seine weiteren Stationen waren erneut Royal Cappellen in Belgien (2011), Vitesse Arnheim in den Niederlanden (2011/12) sowie ND Mura 05 in Slowenien (2012/13). In allen Vereinen kam er allerdings nur sporadisch zum Einsatz und wechselte jeweils zum Saisonende wieder. In der Spielzeit 2013/14 war Aborah beim ungarischen Erstligisten Ferencváros Budapest unter Vertrag.